# Dmitri Barinov
Dmitri Nikolajevitsj Barinov (Russisch: Дмитрий Николаевич Баринов; Moskou, 11 september 1996) is een Russisch voetballer die doorgaans speelt als middenvelder. In mei 2015 debuteerde hij voor Lokomotiv Moskou. Barinov maakte in 2019 zijn debuut in het Russisch voetbalelftal.

## Clubcarrière
Barinov speelde in de jeugd van Spartak Sjtsjolkovo, Olimp Frjazino en Master-Satoern Jegorjevsk, voor hij in de opleiding van Lokomotiv Moskou terechtkwam. Bij deze club maakte hij zijn professionele debuut, op 16 mei 2015. Op die dag werd met 3–0 gewonnen van Roebin Kazan door doelpunten van Mbark Boussoufa, Roman Pavljoetsjenko en Aleksandr Samedov. Barinov mocht in de blessuretijd van de tweede helft invallen voor Boussoufa. Op 19 augustus 2017 kwam hij voor het eerst tot scoren, tegen Spartak Moskou. Na doelpunten van Denis Gloesjakov en Luiz Adriano tekende Barinov voor de aansluitingstreffer. Aleksej Mirantsjoek, Aleksandr Kolomejtsev en Manuel Fernandes zorgden hierop voor een ruime voorsprong van Lokomotiv. Het slotakkoord was voor Quincy Promes, die namens Spartak wat terugdeed: 3–4. Later in dat seizoen zou Barinov met Lokomotiv Russisch landskampioen worden.

## Clubstatistieken
| Seizoen | Club             | Competitie   | Competitie | Competitie | Beker | Beker | Internationaal | Internationaal | Totaal | Totaal |
| Seizoen | Club             | Competitie   | Wed.       | Dlp.       | Wed.  | Dlp.  | Wed.           | Dlp.           | Wed.   | Dlp.   |
| ------- | ---------------- | ------------ | ---------- | ---------- | ----- | ----- | -------------- | -------------- | ------ | ------ |
| 2014/15 | Lokomotiv Moskou | Premjer-Liga | 2          | 0          | 0     | 0     | —              | —              | 2      | 0      |
| 2015/16 | Lokomotiv Moskou | Premjer-Liga | 2          | 0          | 2     | 0     | 0              | 0              | 4      | 0      |
| 2016/17 | Lokomotiv Moskou | Premjer-Liga | 12         | 0          | 3     | 0     | —              | —              | 15     | 0      |
| 2017/18 | Lokomotiv Moskou | Premjer-Liga | 16         | 1          | 1     | 0     | 2              | 0              | 19     | 1      |
| 2018/19 | Lokomotiv Moskou | Premjer-Liga | 23         | 1          | 6     | 1     | 4              | 0              | 33     | 2      |
| 2019/20 | Lokomotiv Moskou | Premjer-Liga | 23         | 1          | 1     | 0     | 5              | 1              | 29     | 2      |
| 2020/21 | Lokomotiv Moskou | Premjer-Liga | 13         | 1          | 4     | 0     | 0              | 0              | 17     | 1      |
| 2021/22 | Lokomotiv Moskou | Premjer-Liga | 23         | 0          | 2     | 0     | 5              | 0              | 30     | 0      |
| 2022/23 | Lokomotiv Moskou | Premjer-Liga | 27         | 2          | 7     | 0     | —              | —              | 34     | 2      |
| 2023/24 | Lokomotiv Moskou | Premjer-Liga | 27         | 2          | 5     | 0     | —              | —              | 32     | 2      |
| 2024/25 | Lokomotiv Moskou | Premjer-Liga | 9          | 0          | 4     | 0     | —              | —              | 13     | 0      |
| Totaal  | Totaal           | Totaal       | 177        | 8          | 35    | 1     | 16             | 1              | 228    | 10     |

Bijgewerkt op 27 september 2024.

## Interlandcarrière
Barinov maakte zijn debuut in het Russisch voetbalelftal op 8 juni 2019, toen een kwalificatiewedstrijd voor het EK 2020 gespeeld werd tegen San Marino. Door een eigen doelpunt van Michele Cevoli en treffers van Artjom Dzjoeba (viermaal), Fjodor Smolov (tweemaal), Fjodor Koedrjasjov en Anton Mirantsjoek ron Rusland met 9–0. Barinov begon als wisselspeler aan de wedstrijd en mocht van bondscoach Stanislav Tsjertsjesov invallen voor Roman Zobnin. In juni 2021 maakte hij deel uit van de Russische selectie voor het uitgestelde EK 2020. Op het toernooi werd Rusland uitgeschakeld in de groepsfase na nederlagen tegen België (3–0) en Denemarken (1–4) en een overwinning op Finland (0–1). Barinov speelde mee tegen België en Finland. Zijn toenmalige teamgenoten Rifat Zjemaletdinov, Maksim Moechin (beiden eveneens Rusland), Grzegorz Krychowiak en Maciej Rybus (beiden Polen) waren ook actief op het EK.
| Interlands van Dmitri Barinov voor Rusland | Interlands van Dmitri Barinov voor Rusland | Interlands van Dmitri Barinov voor Rusland | Interlands van Dmitri Barinov voor Rusland | Interlands van Dmitri Barinov voor Rusland | Interlands van Dmitri Barinov voor Rusland |
| №                                          | Datum                                      | Wedstrijd                                  | Uitslag                                    | Competitie                                 | Goals                                      |
| Als speler bij Lokomotiv Moskou            | Als speler bij Lokomotiv Moskou            | Als speler bij Lokomotiv Moskou            | Als speler bij Lokomotiv Moskou            | Als speler bij Lokomotiv Moskou            | Als speler bij Lokomotiv Moskou            |
| ------------------------------------------ | ------------------------------------------ | ------------------------------------------ | ------------------------------------------ | ------------------------------------------ | ------------------------------------------ |
| 1                                          | 8 juni 2019                                | Rusland – San Marino                       | 9 – 0                                      | EK 2020 kwalificatie                       |                                            |
| 2                                          | 11 juni 2019                               | Rusland – Cyprus                           | 1 – 0                                      | EK 2020 kwalificatie                       |                                            |
| 3                                          | 6 september 2019                           | Schotland – Rusland                        | 1 – 2                                      | EK 2020 kwalificatie                       |                                            |
| 4                                          | 10 oktober 2019                            | Rusland – Schotland                        | 4 – 0                                      | EK 2020 kwalificatie                       |                                            |
| 5                                          | 5 juni 2021                                | Rusland – Bulgarije                        | 1 – 0                                      | Vriendschappelijk                          |                                            |
| 6                                          | 12 juni 2021                               | België – Rusland                           | 3 – 0                                      | EK 2020                                    |                                            |
| 7                                          | 16 juni 2021                               | Finland – Rusland                          | 0 – 1                                      | EK 2020                                    |                                            |
| 8                                          | 1 september 2021                           | Rusland – Kroatië                          | 0 – 0                                      | WK 2022 kwalificatie                       |                                            |
| 9                                          | 4 september 2021                           | Cyprus – Rusland                           | 0 – 2                                      | WK 2022 kwalificatie                       |                                            |
| 10                                         | 7 september 2021                           | Rusland – Malta                            | 2 – 0                                      | WK 2022 kwalificatie                       |                                            |
| 11                                         | 8 oktober 2021                             | Rusland – Slowakije                        | 1 – 0                                      | WK 2022 kwalificatie                       |                                            |
| 12                                         | 11 oktober 2021                            | Slovenië – Rusland                         | 1 – 2                                      | WK 2022 kwalificatie                       |                                            |
| 13                                         | 14 november 2021                           | Kroatië – Rusland                          | 1 – 0                                      | WK 2022 kwalificatie                       |                                            |

Bijgewerkt op 27 september 2024.

## Erelijst
| Premjer-Liga | 1 | 2017/18                   |
| Beker        | 3 | 2016/17, 2018/19, 2020/21 |
| Supercup     | 1 | 2019                      |